# Gervásio e Protásio
São Gervásio e São Protásio são mártires cristãos do século II e venerados como santos.
A sua festa é celebrada no dia 19 de junho pela Igreja Católica (rito latino), o dia em que suas relíquias foram transportadas até a catedral. Já na Igreja Ortodoxa Oriental e nas denominações católicas de rito oriental, a festa é no dia 14 de outubro, data tradicional da morte de Gervásio e Protásio.

## Lenda
A acta pode ter sido expandida a partir de uma carta ("Epístola LIII") aos bispos da Itália, erroneamente atribuída a Santo Ambrósio. Elas foram escritas em um estilo muito simples, o que dificulta estabelecer uma data precisa para a composição. De acordo com elas, Gervásio e Protásio seriam filhos gêmeos de mártires. O pai deles São Vitálio de Milão, um homem de dignidade consular, teria sofrido o martírio em Ravena, possivelmente sob o imperador romano Nero. A mãe, Santa Valéria, morreu por sua fé em Mediolano. Gervásio e Protásio foram então aprisionados e, presos, receberam a visita de São Nazário.
Acredita-se que os gêmeos foram flagelados e decapitados sob o comando de Anubinus (ou Astasius) e enquanto Caius era o bispo de Milão. Alguns autores atribuem o martírio a uma data sob o imperador Diocleciano. A principal crítica a esta data é que não é possível explicar como, se a data for esta, que o local do sepultamento e mesmo os nomes dos envolvidos tenham sido esquecidos no tempo de Santo Ambrósio, como ele afirma.

## Santo Ambrósio e os santos

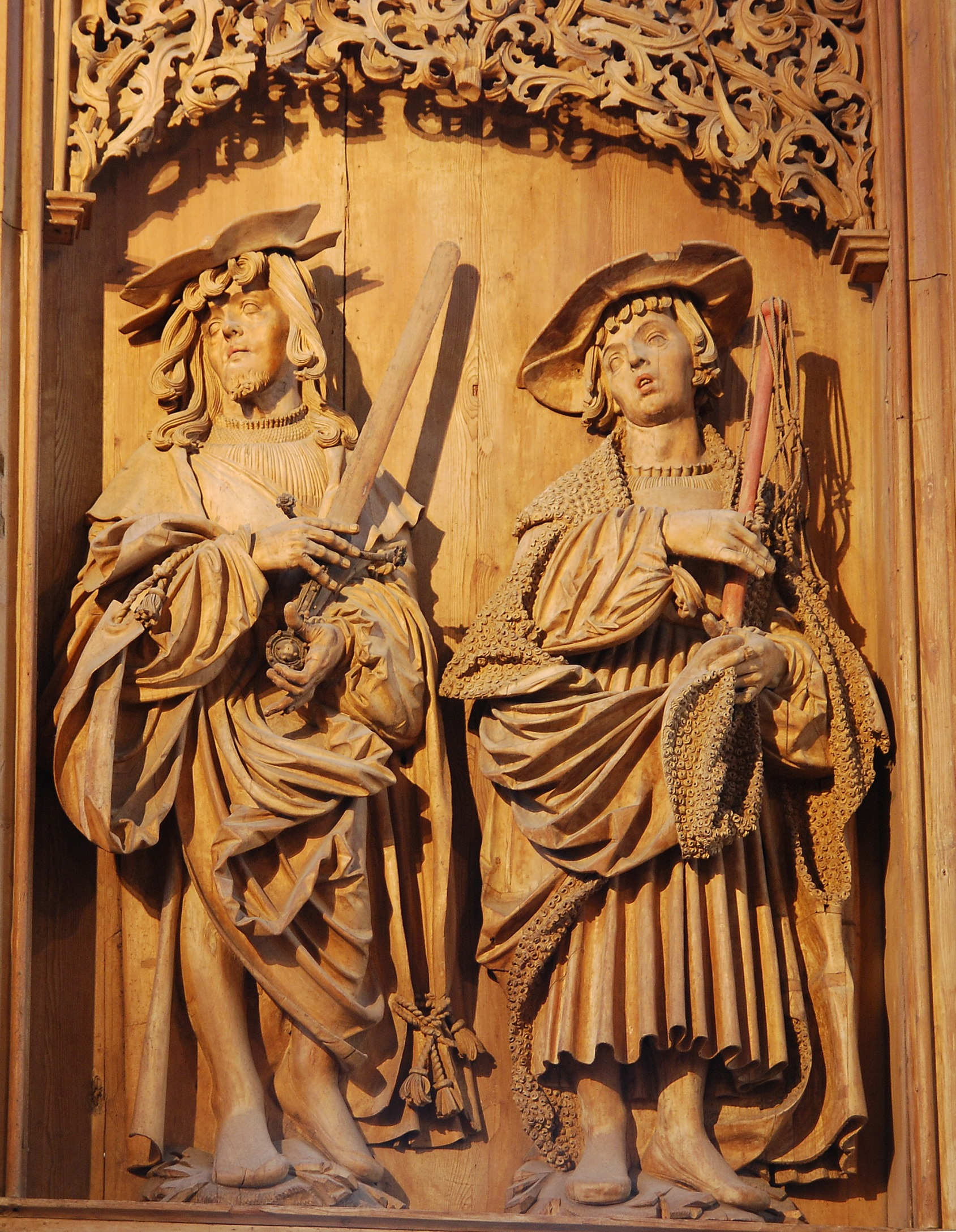
Gervásio e Protásio.

Santo Ambrósio, em 386, fez construir uma magnífica basílica em Mediolano, hoje chamada de Basílica de Sant'Ambrogio. O povo pediu que ele a consagrasse da mesma forma solene que era realizada em Roma, o que ele prometeu fazer se ele conseguisse obter as necessárias relíquias. Em um sonho, lhe foi mostrado o lugar onde elas poderia ser encontradas. Ele ordenou que a região, fora da cidade, fosse escavada, no cemitério da igreja de São Nabor e São Félix, que então eram os santos padroeiros de Mediolano. Lá, foram encontrados as relíquias de Gervásio e Protásio. Numa carta, Santo Ambrósio escreveu:
| “ | Eu encontrei os sinais corretos e, quando foram trazidos alguns sobre os quais pusemos nossas mãos, o poder dos mártires sagrados se tornou tão manifesto que, enquanto eu ainda permanecia em silêncio, um deles foi tomado e se prostrou frente ao sepulcro sagrado. Nós encontramos ali dois homens de maravilhosa estrutura, como de antigamente. Todos os ossos estavam perfeitos e havia muito sangue. | ” |
|   | — Carta de Santo Ambrósio sobre a descoberta das relíquias. |   |

Ambrósio então removeu as relíquias e as depositou na Basílica de Fausta (hoje a Igreja de São Vitálio e São Agrícola. Durante os dias seguintes, segundo os textos, muitos milagres foram realizados, algo que seria prova do favor divino no contexto da grande luta que estava ocorrendo entre Santo Ambrósio e a imperatriz ariana Justina. Sobre a sua visão, a descoberta das relíquias e os milagres que se seguiram, Santo Ambrósio escreveu para sua irmã, Marcelina.
Santo Agostinho, ainda um catecúmeno, presenciou estes fatos e os relata em suas grandes obras, "Confissões" (IX, vii) e Cidade de Deus (XXII, viii), assim como em seu "Sermão 286". Outra fonte é a obra sobre a vida de Ambrósio escrita por São Paulino. Ele morreu em 397 e foi enterrado na basílica ao lado dos mártires, como último desejo.

## Veneração

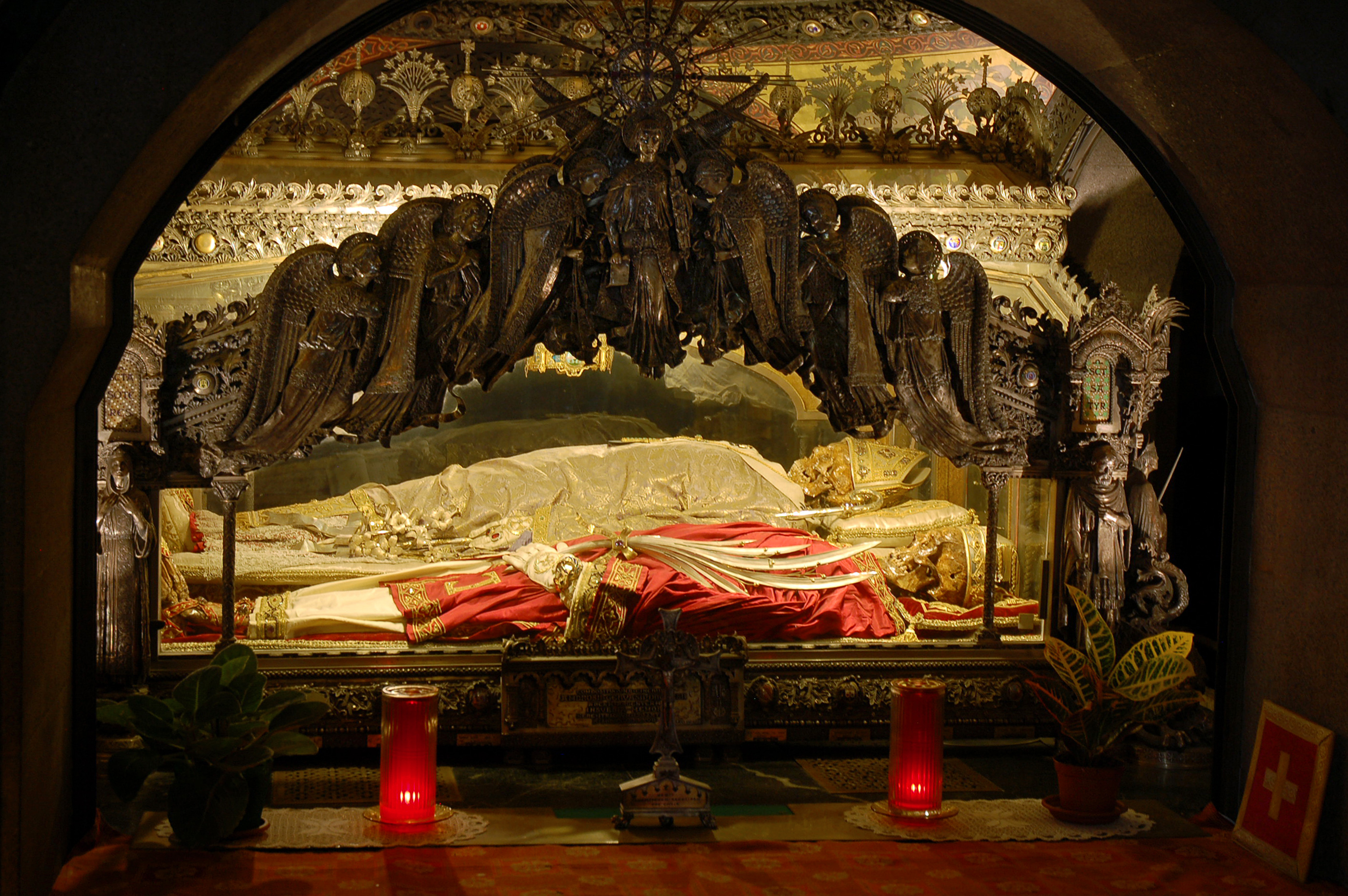
A cripta da Basílica de Sant'Ambrogio. Ali se vê a urna em prata com as relíquias de Ambrósio, Gervásio e Protásio.

Imediatamente após a descoberta das relíquias por Santo Ambrósio, o culto dos irmãos mártires se espalhou pela Itália e diversas igrejas lhes foram dedicadas em Pávia, Nola e outros lugares. Na Gália, existem igrejas dedicadas a eles (cerca de 400), em Le Mans, Ruão e Soissons. No Louvre, em Paris, está agora a famosa pintura dos santos feita por Lesueur (m. 1655), que ficava na igreja dedicada a eles em Paris. De acordo com o "Liber Pontificalis", o Papa Inocêncio I (402-17) dedicou uma igreja a eles em Roma. Posteriormente, o nome de São Vitálio, pai deles, foi adicionado ao título desta igreja (Basílica de São Vitálio). E bem no início, os nomes dos irmãos foram inseridos na Litania dos Santos.
Em 835, Angilberto II, bispo de Milão, colocou as relíquias dos três santos (os irmãos e Ambrósio) num sarcófago de pórfiro, onde eles foram encontrados em janeiro de 1864. Uma tradição alega que após a destruição de Milão por Frederico Barbarossa, seu chanceler Rainald of Dassel levou as relíquias e as depositou em Breisach, na Alemanha, e de onde algumas foram parar em Soissons. A alegação é rejeitada por Milão.